# Telayap
Telayap is een bestuurslaag in het regentschap Pelalawan van de provincie Riau, Indonesië. Telayap telt 3232 inwoners (volkstelling 2010).